# Buzignargues
Buzignargues är en kommun i departementet Hérault i regionen Occitanien i södra Frankrike. Kommunen ligger i kantonen Castries som tillhör arrondissementet Montpellier. År 2022 hade Buzignargues 373 invånare.

## Befolkningsutveckling
Antalet invånare i kommunen Buzignargues
Referens:INSEE